# Berán Eszter
Berán Eszter (1969. június 10. –) magyar pszichológus, a Pázmány Péter Katolikus Egyetem Bölcsészet- és Társadalomtudományi Kar Fejlődés- és Szociálpszichológiai Tanszékének docense.

## Szakmai pályafutása

### Tanulmányai
A pápai Petőfi Sándor Gimnáziumban érettségizett 1988-ban, majd az Eötvös Loránd Tudományegyetem pszichológia szakán kezdte meg egyetemi tanulmányait, melyet megszakított 1990 és 1991 között a Jeruzsálemi Egyetemen folytatott héber nyelv és zsidó történelmi tanulmányai miatt. Számos külföldi ösztöndíjprogramban vett részt. 1991 őszén a New York-i Old Westbury Állami Egyetemen, 1992-ben és 1993-ban a New York-i Stony Brook Állami Egyetemen. A következő évben (1994) nyári iskolában mélyítette el tudását az Első Nemzetközi Kognitív Tudományi Nyári Intézet szervezésében Buffalóban. 1994 augusztusában kapta meg BA diplomáját pszichológia főtárgyból és filozófia minorból a Nebraskai Egyetemen. 1996 májusában szerezte meg pszichológiai MA diplomáját ugyancsak a Nebraskai Egyetemen kognitív tudományokból. 1998-ban a Közép-európai Egyetemen, Budapesten alkalmazott statisztikát tanul. 1996-1999 között az Eötvös Loránd Tudományegyetemen kognitív pszichológiai és pszicholingvisztikai PhD-s szakképzésen vett részt. 2005-ben, illetve 2007-ben a Közép-európai Egyetem nyári egyetemén folytatta tanulmányait kultúra és kogníció, illetve kulturális tanulás, utánzás és műelemzés témakörben. 2010-ben az Eötvös Loránd Tudományegyetem Pedagógiai és Pszichológiai Karán szerzett doktori címet, disszertációjának témája a narratív perspektíva regulációs szerepe terápiás értekezésekben.

### Ösztöndíjak, kutatások
1995-ben Regency ösztöndíjat kapott, mellyel Nebraskába, az USA-ba nyert kiutazást. 1998-ban a Közép-európai Egyetemen Budapesten tanult ösztöndíjjal alkalmazott statisztikát. 1996 és 1999 között PhD-ösztöndíjat kapott az ELTE pszichológia szakán. 1997 és 2001 között a Magyar Tudományos Akadémia kutatói ösztöndíját nyerte el. 1998-ban és 1999-ben a Budapesti Nyílt Társadalom Intézet Alapítvány által meghirdetett kutatási ösztöndíjat, majd Erasmus ösztöndíjat nyert, és egy szemesztert tölthetett el Franciaország fővárosában, Párizsban. 2003 és 2004 között a Nemzetközi Pszichoanalitikus Egyesületnél kutatott Unoka Zsolttal. 2013-ban elnyerte az Országos Tudományos Kutatási Alapprogramok által hirdetett kutatási pályázatot.

## Munkahelyek
2009-től kezdve a Pázmány Péter Katolikus Egyetem Bölcsészet- és Társadalomtudományi Kar Fejlődés- és Szociálpszichológiai Tanszékének adjunktusa. 1997 és 2001 között a Magyar Tudományos Akadémia Nyelvtudományi Intézet Szociolingvisztikai Tanszékén dolgozott.
Később egyetemi docens lett.

## Szakterületei

### Kutatási szakterületei
- Pszichoterápiás folyamat kutatása
- Narratív identitás: pszichiátriai betegek, kamaszkori fejlődés, nemi identitás
- Ego-központú kapcsolati háló

### Oktatási szakterületei
- Fejlődéslélektan
- Nemi identitás
- Narratív és díszkurzív pszichológiai megközelítések
- Pszichoterápiás folyamatok

## Publikációk (válogatás)

### Tudományos folyóiratokban megjelent cikkek
- Berán Eszter A nyelvhasználat és a kognitív működés összefüggései a legfrissebb hazai kutatások tükrében, Magyar Tudomány 2015:(3) pp. 376-378. (2015)
- Unoka, Zs., Berán, E., Pléh, Cs.(2012). Narrative constructions and the life history issue in brain–emotions relations. Behavioral and Brain Sciences, 35:(1) pp. 168-169.
- Berán, E., Unoka, Zs. (2012). A narratív perspektíva váltás figyelmi szabályozó szerepe a terápiás diskurzusban: két pszichoterápiás ülés részleteinek elemzése. Magyar Pszichológiai Szemle, 67/3, 467-490.
- Berán, E., Unoka, Zs., Czobor Pál (2011). A szelf affektív bevonódása a pszichoterápiás folyamatba: érzelmi intenzitás kifejezése narratív perspektíva használattal a terápia kezdeti szakaszában. Pszichológia, 31, 3, 237–257.
- Berán, E. (2011). Thalassa. Szexuális orientációk, 2010:4, Társadalmi Nemek Tudománya, Interdiszciplináris eFolyóirat. Vol. 1. 1., 294-298.
- Olatunji, BO, Unoka, Zs., Berán, E., David B., Armstrong, T. (2008). Disgust Sensitivity and Psychopathological Symptoms: Distinctions from Harm Avoidance. Journal of Psychopathology and Behavioral Assessment. 31:137–142.
- Berán, E. (2008). Antropológia és kogníció – SUN 2007, Nyári egyetem a CEU-n, Pszichológia, Vol. 28/1. 105-110.
- Berán, E., Unoka, Zs. (2007). A figyelem irányítása a perspektíva váltás szabályozásával az analitikus helyzetben. Lélekelemzés 2: 48-63.
- Berán, E. (2007). Nők karrierdiskurzusokban: szexista ideológia a kulturális forgatókönyvekben. Replika, 56-57, 247-269.
- Unoka, Zs., Berán, E., (2006). Figyelemirányítás, mint az analitikus terápia hatótényzője: az analitikus figyelmének hatása a szelf-narratívumok konstrukciós folyamatára. Lélekelemzés, 1:51-61.
- Unoka, Zs, Simon, L., Berán, E, Szily, E, Szőlössy, O. (2002). Érzelem-előzmény értékelés profilok szerepe az érzelmek kialakulásában és differenciálódásában: az inger értékelés ellenőrzések modell vizsgálata magyar mintán. Psychiatria Hungarica 5. 464-488.
- Berán, E. (2000). Oakes 1996, Statistics for Corpus Linguistics. International Journal of Applied Linguistics, Vol. 10/2, 269-274.
- Berán, E. (1998). Jelentésholizmus és kompozicionalitás. Magyar pszichológiai Szemle, LIII (37), 1-4. 189-199.
- Berán, E. (1998). Kollektív identitás a humorban: csoportdefiníció külső és belső nézőpontból a zsidó és antiszemita viccekben. Magyar Pszichológiai Szemle, LIII (37), 1-4. 615-623.

### Könyvfejezetek
- Berán, E., Unoka, Zs.(2005). A narratív perspektíva váltás kölcsönös szabályozása mint az affektus-reguláció egy módja a pszichoanalitikus helyzetben. In Pető K. (szerk.) Életciklusok, 113-12, Budapest, Animula.
- Unoka, Zs., Berán E. (2005). A narratív pozíciók és elkülönítésük szerepe az analitikus intervenciókban. In: Pető K. (szerk.) Életciklusok, 122-133, Budapest, Animula.
- Berán E., Unoka Zs. (2005). Construction of self-narrative in psychotherapeutic setting: an analysis of the mutual determination of narrative perspective taken by patient and therapist. In: Quasthoff, U.M. &amp; Becker, T. (Eds.) Narrative Interaction. 151-169. o. John Benjamin Publishers.
- Berán, E. (1998). Jelentésholizmus és kompozicionalitás. In: Pléh Cs. (szerk.) Megismeréstudomány és mesterséges intelligencia. 189-2001. Pszichológiai Szemle Könyvtár, Akadémia Kiadó, Budapest.
- Berán, E. (1998). Kollektív identitás a humorban: csoportdefiníció külső és belső nézőpontból a zsidó és antiszemita viccekben. In.: Kónya, A., Király, I., Bodor, P. és Pléh, Cs. (szerk.), Kollektív, társas, társadalmi. 615-623. o. Pszichológiai Szemle Könyvtár, Akadémia Kiadó, Budapest.
- Berán, E. (1995). Negatív előhangolás. In: Pléh, Cs., Vinkler, Zs., Bocz, A. (Szerk.) FIKOG, Fiatal kognitivisták első konferenciája, ELTE, Budapest, 51-56.

### Konferencia kiadványok
- Unoka Zsolt, Berán Eszter (2014). Pszichiátriai zavarban szenvedő személyek narratív identitásának kutatása. A Magyar Pszichiátriai Társaság VIII. Nemzeti Kongresszusa 2014. január 22-25. Budapest.
- Debreczeni Tamás Gábor, Naszvadi Emma, Berán Eszter, Docsa V. Pálma, Visy Petra, Unoka Zsolt (2014). Ágencia és intimitás témáinak összehasonlítása borderline, depressziós és egészséges személyek önéletrajzi epizódjaiban. A Magyar Pszichiátriai Társaság VIII. Nemzeti Kongresszusa, 2014. január 22-25. Budapest.
- Horváth Julia, Világos Renáta, Unoka Zsolt, Berán Eszter (2014). Önéletrajzi történetek által kiváltott érzelmi válaszok összefüggése korai maladaptív sémákkal – borderline, skizofrén és depressziós személyeknél. A Magyar Pszichiátriai Társaság VIII. Nemzeti Kongresszusa, 2014. január 22-25. Budapest.
- Vastag Csilla, Simkó Bea, Bálint Barbara, Mersich Beatrix, Unoka Zsolt, Berán Eszter (2014). Az ágencia és intimitás dimenzióinak összehasonlítása önéletrajzi epizódokban – szkizofréniában szenvedő és egészséges személyeknél. A Magyar Pszichiátriai Társaság VIII. Nemzeti Kongresszusa, 2014. január 22-25. Budapest.
- Berán, E., Unoka, Zs. (2013). Social network, Attachment and Relational Models. Determinants of social networks -- Workshop, Lyon. Előadás.
- Berán, E., Kardos, P., Soltész, P., Rácz, A., Unoka, Zs. (2013). Effects of relationship quality on social network organization. ESCOP, Budapest. Poster.
- Berán, E., Unoka, Zs. (2013). Pszichiátriai zavarban szenvedő személyek narratív identitásának kutatása. A Magyar Pszichológiai Társaság Nagygyűlése, Budapest. Előadás.
- Naszvadi E., Debreczeni T., Docsa V. P., Visy P., Vajda K., Unoka Zs., Berán E.(2013). A korai maladaptív sémák összefüggése a páciencia és elszigetelődés dimenzióival az életnarratívákban -- egészséges és borderline személyeknél. A Magyar Pszichológiai Társaság Nagygyűlése, Budapest. Előadás.
- Világos, R., Horváth, J., Tornyi, A., Rév, Sz., Berán, E., Unoka, Zs. (2013). Önéletrajzi történetek által kiváltott érzelmi válaszok összefüggése korai maladaptív sémákkal -- pszichiátriai betegségben szenvedő személyek esetén. A Magyar Pszichológiai Társaság Nagygyűlése, Budapest. Előadás.
- Simkó, B., Vastag, Cs., Bálint, B., Csernák, O., Mersich, B., Berán, E. (2013). Az ágencia és intimitás negatív dimenzióinak vizsgálata önéletrajzi epizódokban -- skizofrén betegek esetén. A Magyar Pszichológiai Társaság Nagygyűlése, Budapest.
- Berán, E. (2012). From dream to trauma: discourse analysis of a trauma narrative told at a psychotherapy session. The politics of Location revisited, Gender@2012 Copnference, Budapest.
- Berán, E., Unoka, Zs. (2010). Álomtól a traumáig perspektíva váltással: szexuális abúzus feltárása a pszichoterápiás ülésen. A Magyar Pszichoanalitikus Egyesület 16. Őszi Konferenciája. Előadás.
- Berán, E., Unoka, Zs. (2010). The role of shifting narrative perspective in regulating attention and affect: an analysis of therapeutic discourse. DISCOS Summer School, CEU. Workshop.
- Berán E., Unoka, Zs., Czobor Pál (2009). Érzelem szabályozás narratív perspektíva váltás segítségével a pszichoterápiás diskurzusban. A Magyar Pszichoanalitikus Egyesület 15. Őszi Konferenciája. Előadás.
- Berán, E. (2009). A szexualitás konstrukciója a pszichoterápiás diskurzusban. A szexualitás terei: Nyelv, Ideológia, Média Konferencia. Szeged. Előadás.
- Berán, E., Unoka, Zs. (2008). A narratív perspektíva váltás szerepe az idő strukturálásában: egy terápiás ülés diskurzuselemzése. A Magyar Pszichoanalitikus Egyesület 14. Őszi Konferenciája. Workshop.
- Berán, E. (2008). A feminista test teleportálása: Judith Butler recepciója a magyar sajtóban. A Magyar Szociológiai Társaság Közgyűlése, Veszprém. Előadás.
- Berán, E., Unoka, Zs. (2005). A figyelem irányítása narratív perspektíva-váltással az analitikus helyzetben. A Magyar Pszichoanalitikus Egyesület 12. Őszi Konferenciája. Előadás.
- Unoka, Zs., Berán, E. (2005). Figyelemirányítás, mint az analitikus terápia hatótényezője. A Magyar Pszichoanalitikus Egyesület 12. Őszi Konferenciája. Előadás.
- Berán, Eszter (2005). Nők karrierdiskurzusokban. A nyelv és a nemek konferenciája 1., A nő helye a magyar nyelvhasználatban, Szeged. Előadás.
- Berán, E., Unoka, Zs.(2004). A narratív perspektíva szabályozása és az érzelemi reguláció a terápiás ülésen. A Magyar Pszichoanalitikus Egyesület 11. Őszi Konferenciája. Előadás.
- Berán, E., Unoka, Zs., Farkas, A., Csukly G., Simon, L. (2001) The relationship between facial emotional expression of emotions and emotion scripts: cognitive training paradigm. The 9th European Conference on Facial Expression, Measurement and Meaning. Szeptember 19-22. Insbruck, Austria. Előadás.
- Berán E., Dudás, K. (2000). New cultural scripts in today’s Hungary and their effect on women’s perception of motherhood and the institution of family. IPRA, 2000. Meeting of the International Pragmatics Society, Budapest. Poszter.
- Berán, E., Unoka, Zs. (2000). Construction of self-narrative in psychotherapeutic setting: an analysis of the mutual determination of narrative perspective taken by the two interlocutors. IPRA 2000. Meeting of the International Pragmatics Society, Budapest. Előadás.
- Berán, E. (2000). Nemek közti különbségek az érzelmi scriptekben. A Magyar Pszichiatriai Társaság Vándorgyűlése. Győr. Előadás.
- Berán E. (1999). The remake of women&#39;s image in a novel society: public and private discourses. Ten years after. Memorial Conference on Eastern and Central Europe’s road into the new world. Budapest. Előadás.
- Berán, E., Unoka, Zs. (1999). Nézőpontváltás és önéletrajzi narratívumok elemzése egy disszociációs zavarban szenvedő személy beszédében. A Magyar Pszichiatriai Társaság Vándorgyűlése, Debrecen. Előadás.
- Berán, E. (1999). Argumentation strategies and power speech: cross-gender communication in experimental setting. International Pragmatics Conference, Tel-Aviv, Israel. Előadás
- Berán, E. (1999). A nők nyelvhasználata: személyes és nyilvános diskurzusok. XI. Magyar Alkalmazott Nyelvészeti Kongresszus, Veszprém. Előadás.
- Unoka Zs., Berán, E. (1999). Narratívum-szerkezet elemzési módszerek használatának lehetősége a pszichoterápiában. A Magyar Pszichiatriai Társaság Vándorgyűlése, Debrecen. Előadás.
- Berán, E. (1997). Application of coherence analysis to schizophrenic speech. IPRA Meeting of the International Pragmatics Society, Reims. Poszter.

### Fordítások
- Dan Sperber: A guru-hatás, 2007. Magyar Pszichológiai Szemle.
- Kelemen és Carry: Az eszközök esszenciája. 2007. Magyar Pszichológiai Szemle.
- Judith Butler: Problémás nem: Feminizmus és az identitás felforgatása. 2007. Balassi kiadó, Budapest. Ezt Vándor Judittal közösen fordította.
- Judith Beck: Kognitív terápia. Vikote. 2003.
- Ian Falloon: Optimális Terápia Program. 2001. Ébredések Alapítvány.
- Melanie Klein: Irigység és hála. 2000. Animula Kiadó, Budapest